# Bulgur

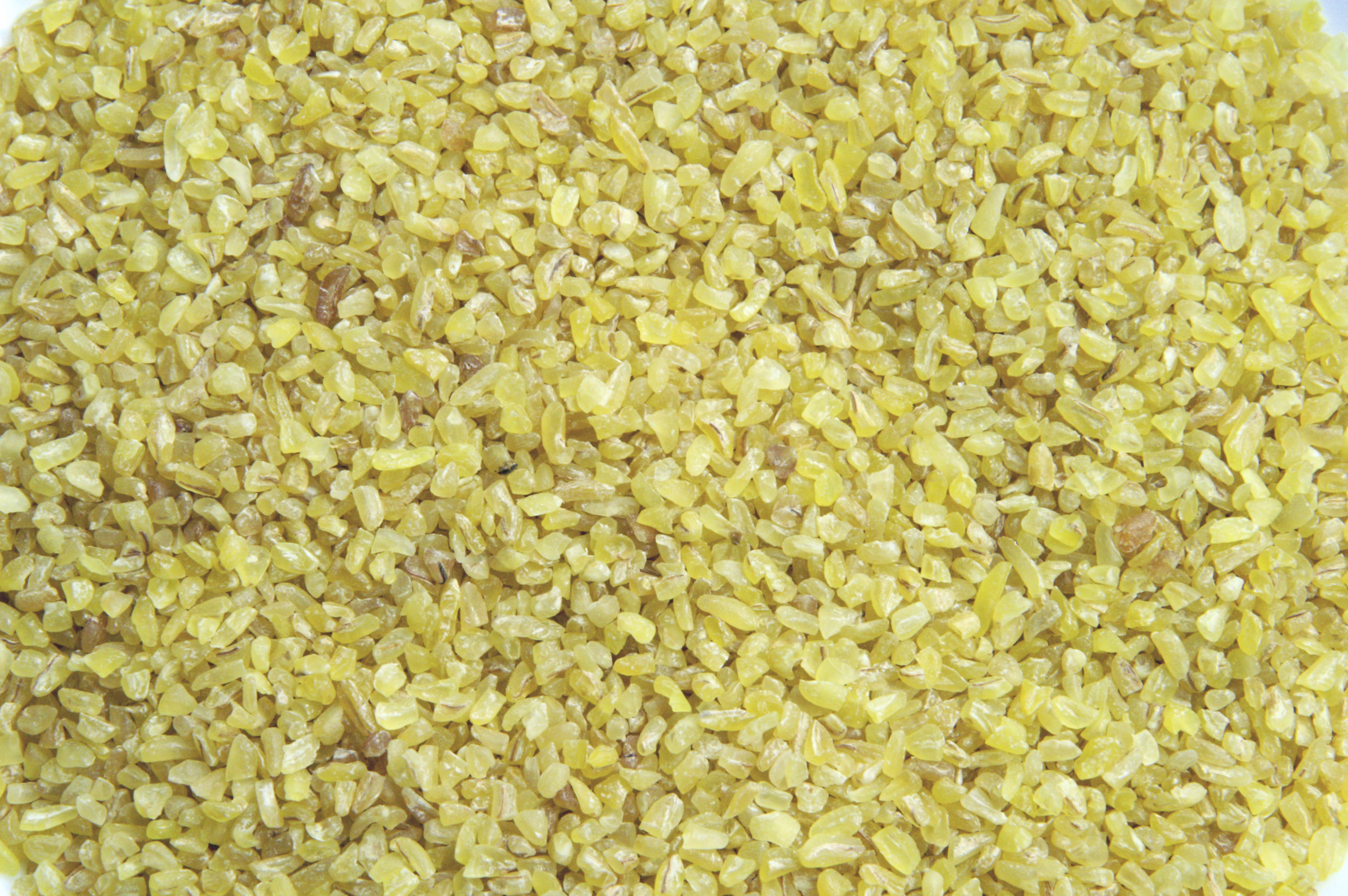
Bulgur cru.

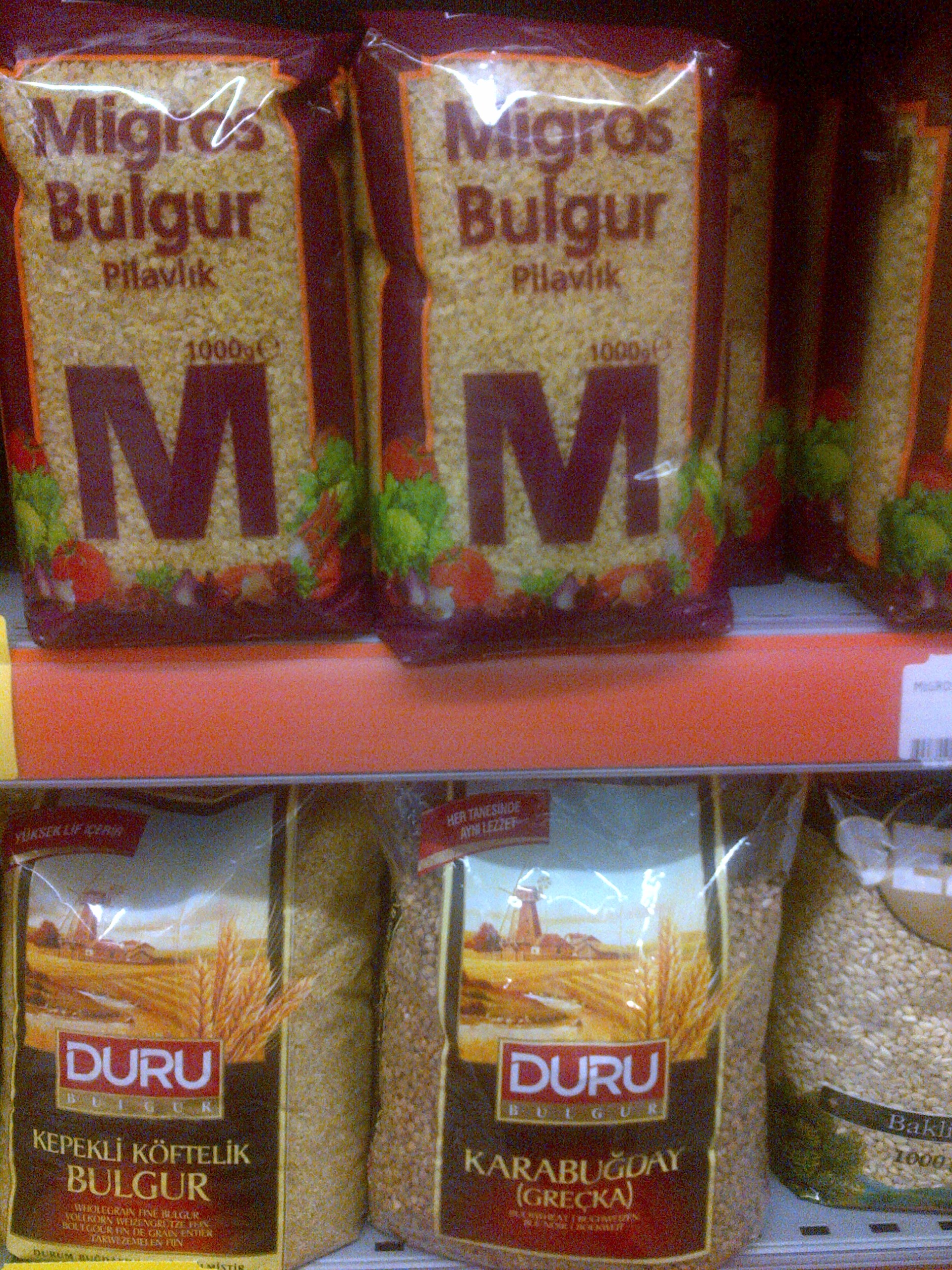
Unes varietats de bulgur en un supermercat de Turquia.

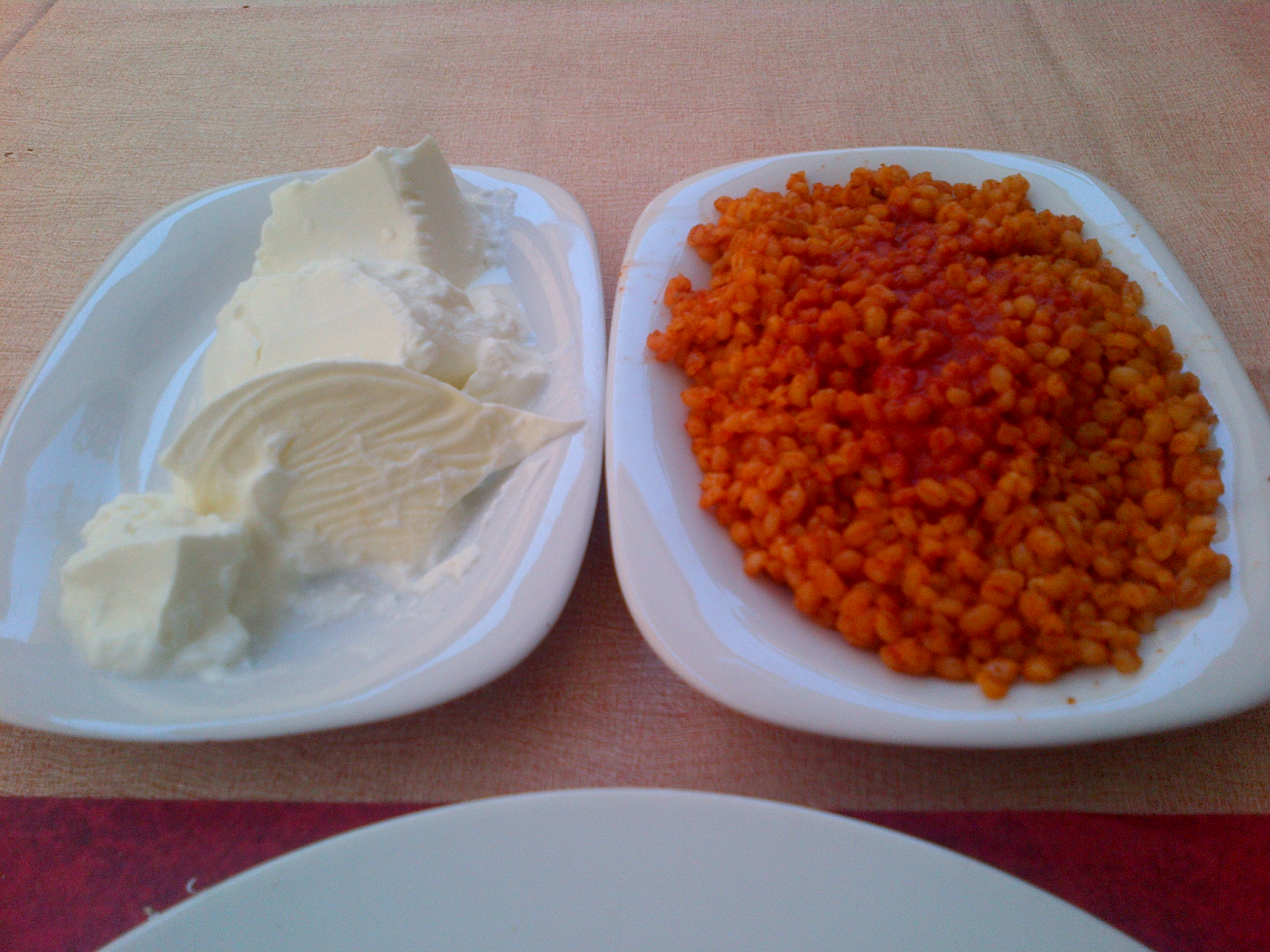
"Bulgur pilav", un menjar de la cuina turca, amb iogurt, un dels seus millors aliats.

El búrgul, també anomenat bulgur, és un aliment elaborat fet de diverses espècies de blat. És típic de la gastronomia d'Orient Mitjà, el nord d'Àfrica i Grècia. Principalment es fa amb blat dur.
El nom prové de l'àrab búrghul (برغل, burḡul, ‘blat escairat’, ‘blat triturat i cuit’) i aquest del persa barghul. La forma bulgur prové de l'adaptació al turc del mot àrab.

## Elaboració
Per a cuinar-lo, es vessa el cereal escollit (blat, espelta, escanda, etc.) en un recipient gros que hom cobreix d'aigua durant una mitja hora per a estovar els grans i seguidament es posa al foc fins que els grans siguin ben cuits. Després es deixa assecar i s'extreu, parcialment, la pellofa o segó. Es pot trobar ja preparat a les botigues.

## Ús
És un ingredient d'un tipus de pilaf (anomenat bulgur pilavı, en turc) i se'n fan sopes (çorba), mezes i amanides.

## Contingut nutritiu
El búrgul, nutritivament, s'assembla a l'arròs, el cuscús i la pasta: 
- Energia: 2003 kJ (479 kcal)
- Fibra dietètica: 25,6 g
- Proteïna: 17,21 g
- Carbohidrats: 69 g dels quals 0,8 g sucres
- Greix: 1,86 g dels quals 0,2 g greixos saturats
- Potassi: 574 mg
- Ferro: 3,44 mg
- Índex glucèmic:46